# Marie Logoreci
Marie Logoreci, née le 23 septembre 1920 à Shkodër et morte le 19 juin 1988 à Tirana, est une chanteuse et actrice de cinéma et de théâtre albanaise.
Elle commence sa carrière en 1945 en tant que chanteuse à Radio Tirana, avant de débuter comme actrice dans le film Le Grand Guerrier albanais Skanderbeg en 1953. Pour l'ensemble de sa carrière, elle est nommée « Artiste du peuple » en 1975 puis membre de l'Ordre de l'honneur de la nation en 2015.

## Biographie
Marie Logoreci naît le 23 septembre 1920 à Shkodër, en Albanie,,. Son père, Palok Çurçija, est artisan et sa mère, Roza, est femme au foyer.
Elle est inscrite à l'école de filles Stigmatine Sisters de Shkodër, une école qui dispense des cours de religion,,. Logoreci est décrite comme ayant des aptitudes particulières pour le dessin et le chant. Elle apprend également l'italien et le monténégrin. Passionnée par le folklore et l'ethnographie albanaise, elle s'intéresse aux contes populaires, légendes et chansons épiques du nord de l'Albanie.
À 17 ans, elle s'installe définitivement à Tirana et épouse Kol (ou Kolë) Logoreci (sq), un économiste ayant étudié à Vienne,,. Elle prend alors le nom de famille de son époux, Logoreci, un dérivé du nom Logoreseos,.
Marie Logoreci décède d'une crise cardiaque dans sa villa de Tirana, le 19 juin 1988.

## Vie artistique

### Chanteuse à Radio Tirana
Marie Logoreci commence sa carrière de chanteuse en tant que soliste à Radio Tirana en 1945. Elle y interprète en direct des chansons folkloriques du district de Shkodër et du centre de l'Albanie. Pendant un an, elle suit des études de chant au lycée artistique Jordan Misja (en) de Tirana, sous la direction de la soprano Jorgjia Filçe-Truja (en). Elle participe également à divers concerts en Albanie et en Bulgarie. Au cours des années 1945-1947, elle chante une centaine de chansons à Radio Tirana,.

### Sur scène
En 1947, elle chante pour le Chœur national, donnant des concerts en Albanie et à l'étranger. Cette même année, elle commence sa carrière d'actrice au Théâtre national albanais.

### Actrice de cinéma
Marie Logoreci joue tout d'abord dans une coproduction cinématographique albano-russe, Le Grand Guerrier albanais Skanderbeg, sorti en 1954. Elle joue également dans un court métrage albanais de douze minutes produit par le studio de cinéma albanais Shqipëria e Re.

## Filmographie
Sauf mention contraire, toutes les informations de cette sections proviennent de la page « Marie Logoreci » (présentation), sur l'Internet Movie Database
- 1953 : Le Grand Guerrier albanais Skanderbeg (Luftëtari i madh i Shqipërisë Skënderbeu) de Sergueï Ioutkevitch : Comtesse
- 1957 : Intrigë dhe dashuri de Mihal Luarasi (sq)
- 1957 : Fëmijët e saj de Hysen Hakani
- 1958 : Tana de Kristaq Dhamo
- 1961 : E Vërteta e Spanjës de Pjetër Gjoka (en)
- 1962 : Morali i zonjës Dulska de Pandi Stillu (sq)
- 1963 : Detyrë e posaçme de Kristaq Dhamo
- 1964 : Notre terre (Toka jonë) de Hysen Hakani
- 1966 : Oshëtimë në bregdet de Hysen Hakani
- 1969 : Njësiti guerril de Hysen Hakani
- 1973 : Operacioni Zjarri de Muharrem Fejzo
- 1976 : Le Général de l'armée morte (Gjenerali i Ushtrisë së Vdekur) de Luciano Tovoli
- 1977 : Përmbytja e madhe de Pirro Mani
- 1978 : Dollia e dasmës sime de Mark Topallaj (sq)
- 1978 : Nga mesi i errësirës de Kristaq Dhamo
- 1979 : Çeta e vogël de Mark Topallaj

## Théâtre
(Sélection)
- 1947 : Çështja ruse, Jessie
- 1947 : Le Tartuffe ou l'Imposteur (Tartufi), Elmira
- 1949 : Rrënjë të thella, Alisa Lengton
- 1950 : Komplloti i të dënuarve, Christina Padera
- 1950 : Halili and Hajria, Fatima
- 1952 : Gjashtë dashnorët, Alyona Patrovna
- 1952 : Revizori, Mme Lukiç
- 1954 : Toka Jonë, Loke
- 1957 : Cabale et Amour (Intrigë e dashuri) : Mme Milford
- 1958 : Shtatë Shaljanët, Tringa
- 1960 : Hamlet (Hamleti), Gertrude
- 1961 : La Maison de Bernarda Alba (Shtëpia e Bernarda Albës) : Bernarda Alba
- 1962 : Morali i zonjës Dulska, Tadrahova
- 1966 : Muri i madh, mère Jun
- 1966 : Përkolgjinajt, Mara
- 1967 : Drita, Manushaqja
- 1967 : Cuca e maleve, Prenda
- 1968 : Çatia e të gjithëve, la vieille dame
- 1977 : Përmbytja e madhe, Gjela

## Distinctions
- 1961 : Artiste émérite (Artiste e Merituar)[réf. nécessaire]
- 1969 : Membre de l'Ordre Naim Frashëri (sq)[réf. nécessaire]
- 1975 : Artiste du peuple (Artiste e Popullit (en))[12]
- 2015 : Ordre d'honneur de la Nation (Nderi i Kombit (en))[13]